# Окрехамн
Окрехамн (норв. Åkrehamn) је насељено место у Норвешкој у округу Рогаланд. Има статус града од 2002.